# NES Zapper

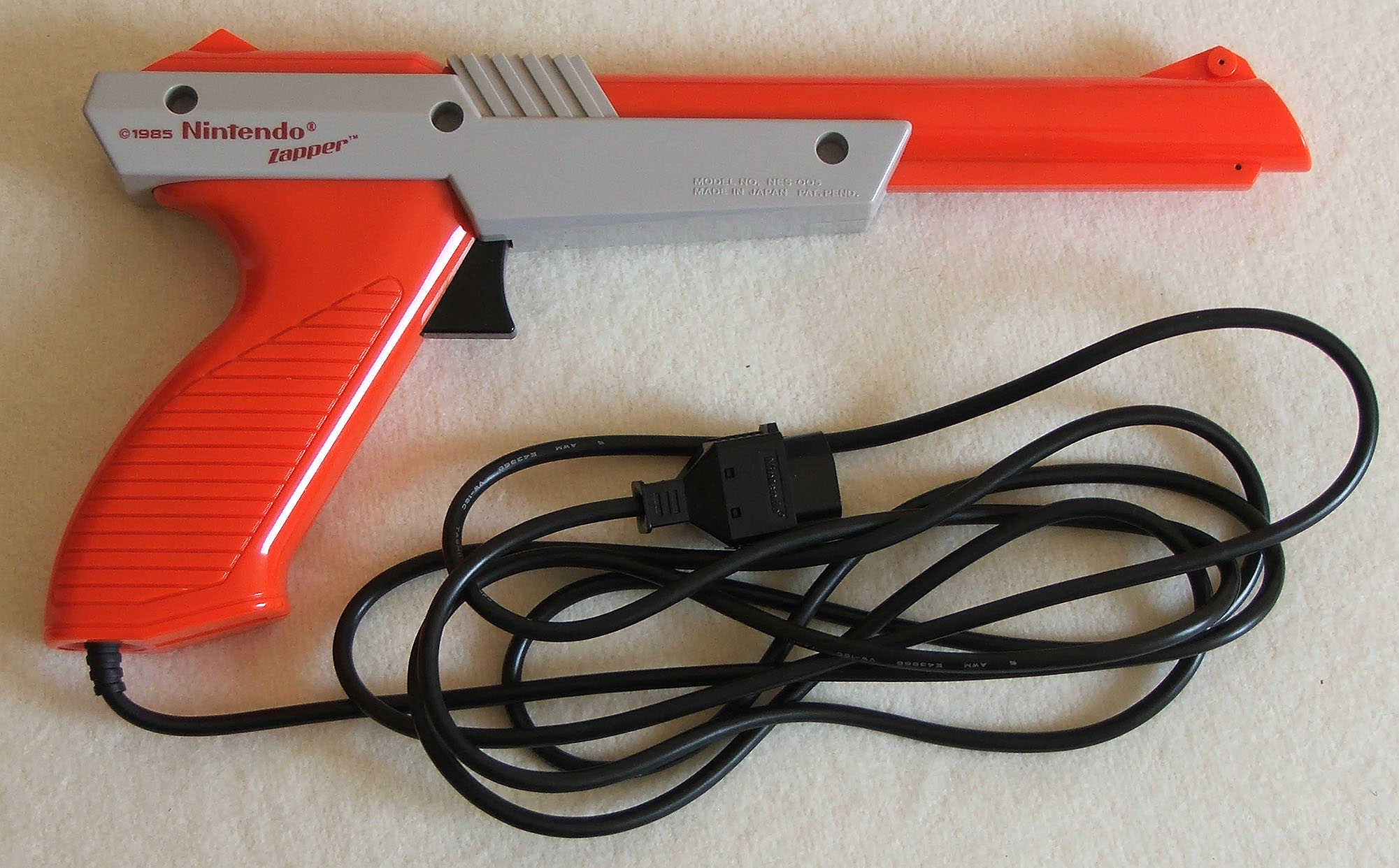
NES Zapper

NES Zapper (i Sverige även marknadsförd som Zapper ljuspistol) är en pistolformad ljuspistol till Nintendo Entertainment System. Med hjälp av Zapper kan spelaren skjuta på skärmen i exempelvis spelet Duck Hunt. Den introducerades i Japan den 18 februari 1984, och i USA i oktober 1985.

## Teknik
Zapper bestod rent tekniskt av ett pistolliknande föremål i plast med en avtryckare och en pipa i vilken en fotocell är monterad. När användaren trycker på avtryckaren svarar spelet med att under en mycket kort tid (cirka 40 millisekunder) låta spelbildens skottkänsliga områden blinka till på ett sätt så att pistolens fotocell kan reagera. Pistolen kan då skicka tillbaka en signal till basenheten som räknar ut var ljuspistolen riktades i skottögonblicket. På så sätt är det möjligt för spelet att avgöra om målet träffades eller inte.
Enheten är beroende av den äldre, linje-baserade TV-tekniken, och fungerar inte med moderna TV-apparater och projektorer.

## Spel
Zapper är mest känd som tillbehöret till "Duck Hunt", där man skjuter fåglar, antingen en och en eller två och två. Även vissa andra spel använder sig av Zapper, till exempel Gumshoe och Wild Gunman.